# Regenten in historisch Tibet

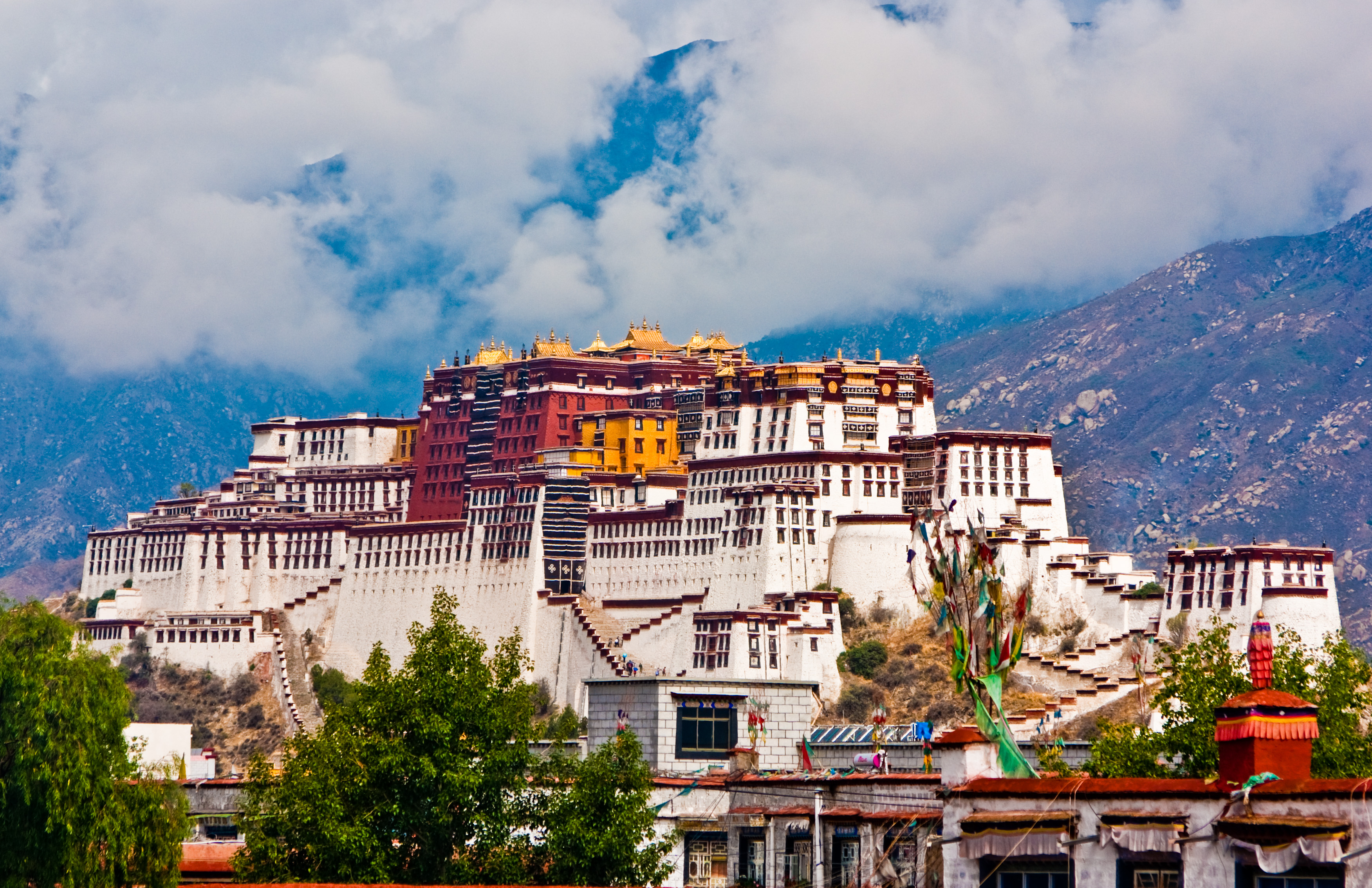
Het Potala-paleis, voorheen het winterpaleis van de dalai lama's en bestuurscentrum van Tibet

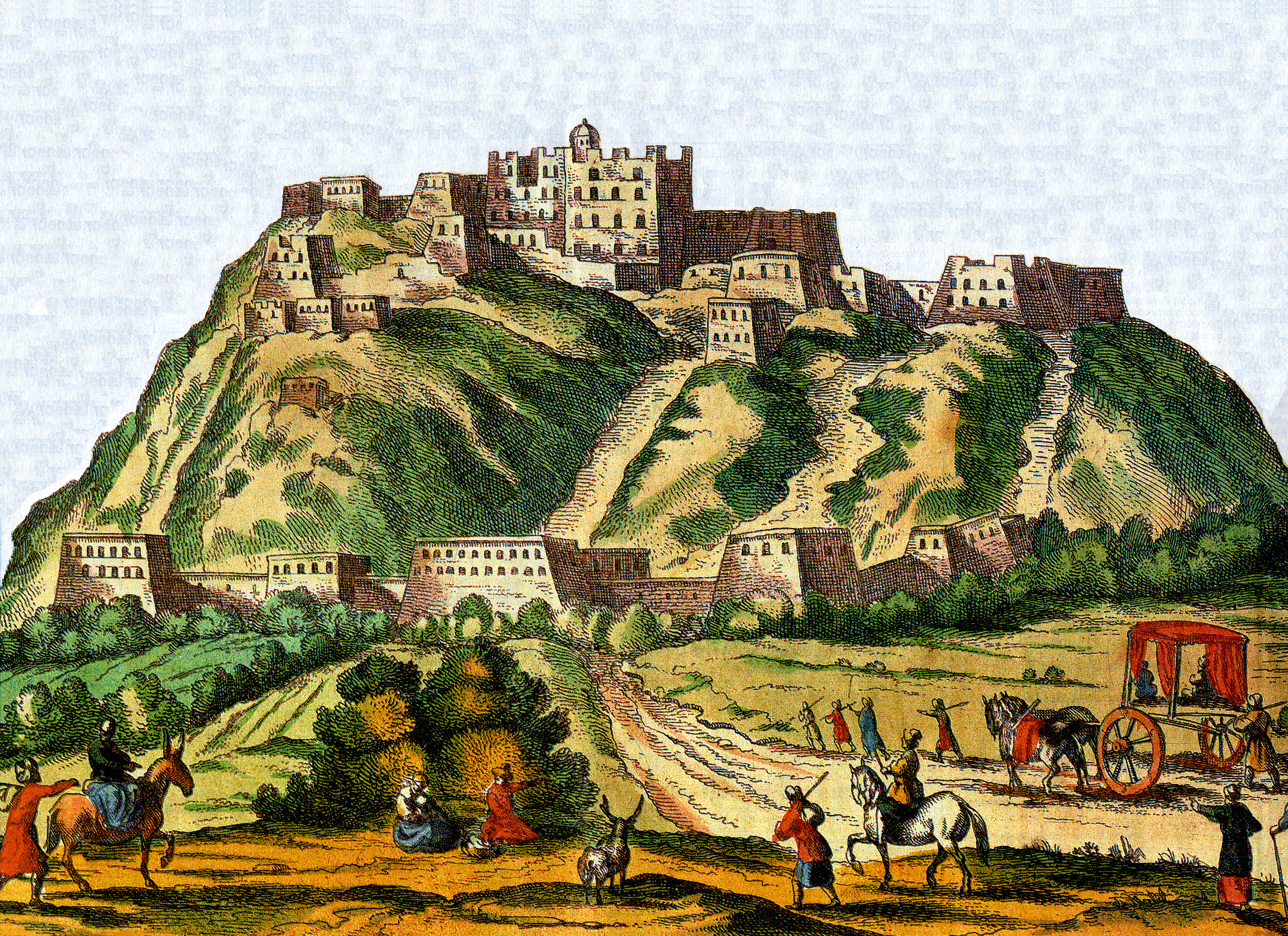
Het Potalapaleis in 1661

De regenten in historisch Tibet, desi's in het Tibetaans, zijn regenten die sinds de vijfde dalai lama de regering van historisch Tibet in handen hadden in tijden dat de reïncarnatie van een overleden dalai lama nog niet gevonden was of de dalai lama nog te jong was om te regeren. Aanvankelijk had de desi taken die vergelijkbaar waren met een premier met zeer uitgebreide bevoegdheden. Vanaf eind 18e eeuw veranderde dit in taken vergelijkbaar met een regent.
Gedurende de 300 jaar dat verschillende regenten over Tibet  regeerden, is het woord desi in de Tibetaanse context in betekenis gewijzigd. In feitelijk en historisch opzicht was de hoogste macht in Tibet gedurende het overgrote deel van deze periode in handen van regenten.
Voor het grootste deel van de periode vanaf 1720 waren er naast de regent en/of dalai lama nog een of twee gouverneurs als bestuurders aanwezig waren die gezonden waren vanuit Peking, ambans genaamd.

## Periode 1640-1720

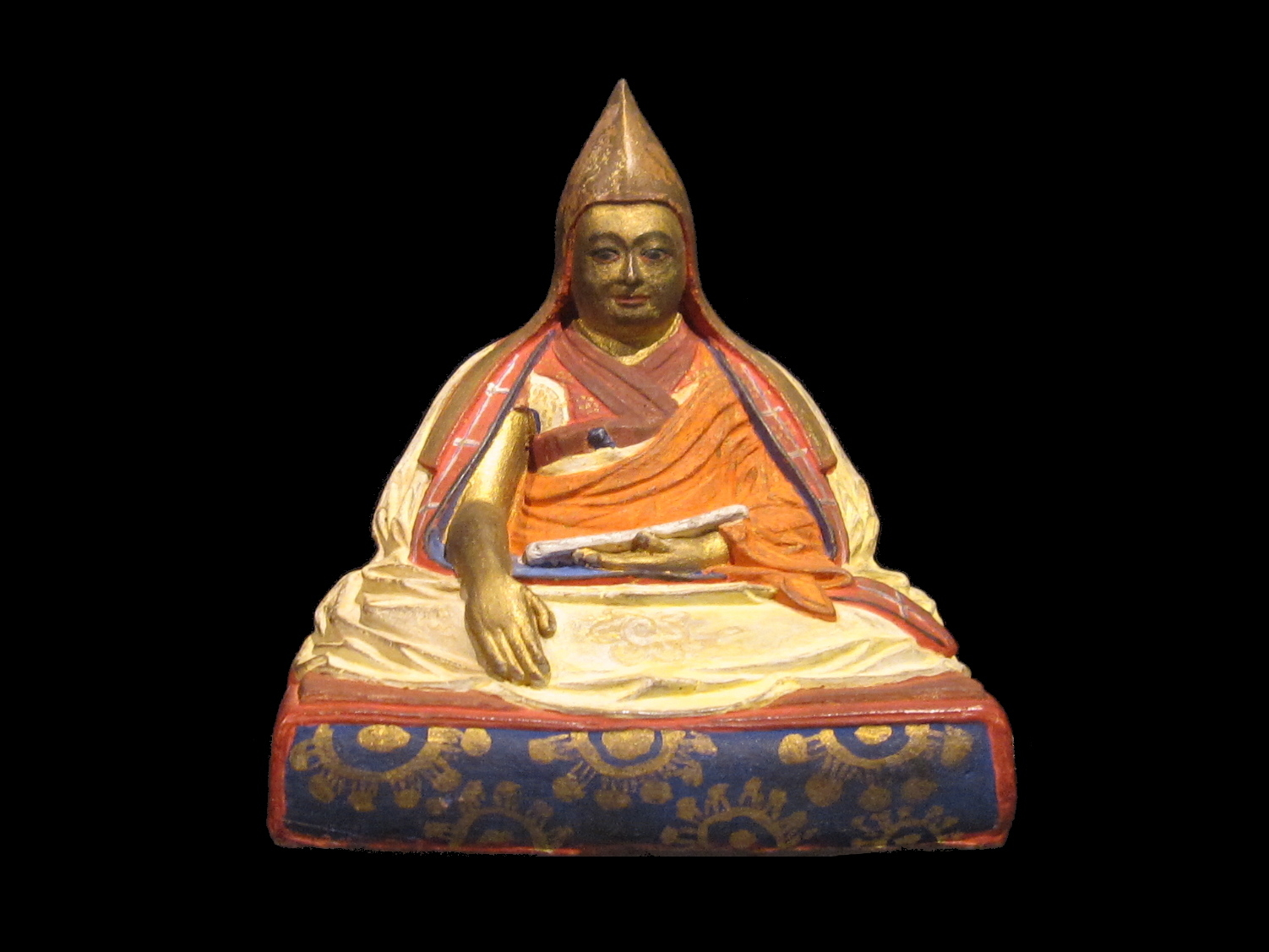
De vijfde dalai lama

Rond 1640 vestigde de gelugtraditie na decennia van burgeroorlog in Tibet met hulp van een aantal Mongoolse krijgsheren onder leiding van Güshri Khan de suprematie van hun traditie in Tibet. Deze duurde in wezen tot de Tibetaanse diaspora in 1959.
De vijfde dalai lama Ngawang Lobsang Gyatso was de eerste dalai lama die werkelijk politieke en bestuurlijke macht over Tibet verkreeg. In de werkelijkheid liet ook deze dalai lama het politieke, bestuurlijke en administratieve management van het land over aan een door hem benoemde functionaris met de titel desi. In wezen ging het om een soort minister-president met zeer uitgebreide bevoegdheden.
De eerste desi was Sönam Chöpel van 1642-1658. Rondom 1620, toen de gelug op het punt stond in de burgeroorlog volledig vernietigd te worden, was Sönam Chöpel de afgevaardigde van de gelug die als eerste naar Mongolië reisde om steun te vragen.

### Sanggye Gyatso

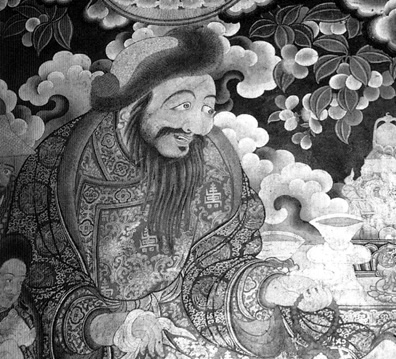
Güshri Khan

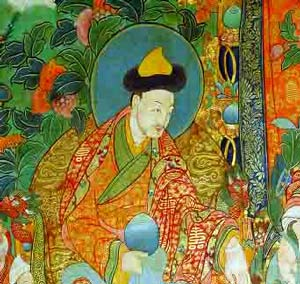
Lhabzang Khan

De tweede desi was Sanggye Gyatso regent van 1678-1703.
Sanggye Gyatso werd op 26-jarige leeftijd in 1678 de feitelijke heerser over Tibet. Volgens een aantal bronnen was hij een natuurlijke zoon van de vijfde dalai lama. Hoewel hij een grondige opleiding in het boeddhistische ritueel had ontvangen, is Sanggye Gyatso altijd een leek gebleven. Zijn werkelijke interesse lag in de seculiere disciplines, zoals Tibetaanse geneeskunde, Tibetaanse astronomie, geschiedenis en poëzie. Zijn verzamelde geschriften vormden een tot dan toe ongeëvenaarde encyclopedie van de stand van de Tibetaanse wetenschap op dat moment. Hij bracht veel wetgeving tot stand en was tevens verantwoordelijk voor de enorme expansie van het aantal gelugkloosters en monniken in de tweede helft van de 17e eeuw, een strategie waarmee hij de suprematie van de gelug blijvend verankerde.
Hij hield de dood van Lobsang Gyatso vijftien jaar geheim. Waarschijnlijk was daar niet één specifieke reden voor, maar speelde daarbij een complex van factoren een rol. Een van die factoren was mogelijk te voorkomen dat Tibet opnieuw in een politiek vacuüm zou vallen.

### Lhabzang Khan
In 1700 - toen de zesde dalai lama, Tsangyang Gyatso al geïnstalleerd was - kwam een nieuwe khan bij de Oirat-Mongolen, Lhabzang Khan aan de macht. Op dat moment was de invloed van Sanggye Gyatso sterk verminderd, omdat de Chinese keizer Kangxi hem het geheimhouden van de dood van de vijfde dalai lama ernstig verweet. Lhabzang was vastbesloten om de macht van zijn voorganger Güshri Khan in Centraal Tibet te herstellen en viel met de grote instemming van Kangxi Centraal-Tibet binnen. Er kwam uiteindelijk een vorm van een wapenstilstand, waarin Sanggye Gyatso in 1703 afstand deed van zijn functie als desi. Zijn zoon Ngawang Rinchen volgde hem als desi op.
In 1705 ondernam Lhabzang echter opnieuw militaire actie en daarbij werd Sanggye Gyatso gedood. Op bevel van de Tibetaanse koningin van Lhabzang, Tsering Trashi werd hij onthoofd. Zijn zoon Ngawang Rinchen vluchtte naar China. Hoewel Kangxi de militaire actie van Lhabzang ondersteunde, mocht deze de rest van zijn leven aan het Chinese hof verblijven.
In 1709 besloot keizer Kangxi een vertegenwoordiger van het keizerlijk hof naar Tibet te zenden om toezicht te houden op de uitvoering van de regeringstaken van Lhabzang. De keuze viel hierbij op Ho-shou die weliswaar met groot gevolg, maar zonder militaire escorte naar Lhasa reisde.
Ho-shou had de opdracht de orde in Tibet te herstellen en Lhabzang te ondersteunen tegen diens tegenstanders die zich voor een belangrijk deel bevonden onder de aanhang van de vermoorde regent Sanggye Gyatso. Deze missie was de eerste poging van de kant van China, Tibet in te richten als een Chinees protectoraat. De poging strandde echter en Ho-shou verliet Lhasa in het jaar 1711. Zijn post werd niet opnieuw bezet en Lhabzang regeerde soeverein, zonder directe Chinese invloed in Tibet.

## Chinees protectoraat

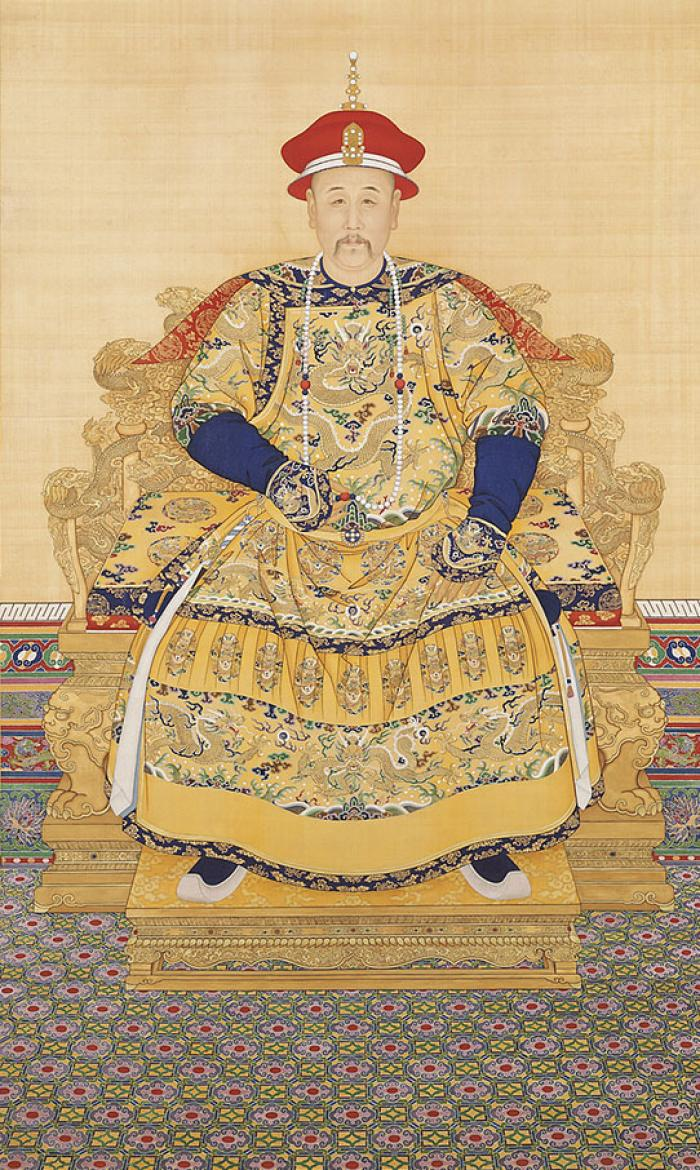
Chinees keizer Yongzheng

In 1717 werden de troepen van Lhabzang verdreven door de Mongoolse stam de Dzjoengaren en werd Tagtsepa als stroman van de Dzjoengaarse troepenaanvoerder Tsering Dondok als regeringsleider ingezet. Tagtsepa werd in 1720 onthoofd en de Dzjoengaren verdreven door een Chinese troepenmacht, die de zevende dalai lama meebracht. Vanaf dat moment veranderde Tibet van een militair slagveld voor onderling Mongoolse twisten in een Chinees protectoraat. Het binnenlands bestuur in Tibet werd vanaf dan uitgeoefend door Chinese ambans en een soort raad van ministers.
De belangrijkste van die ministers was de nieuwe desi Khangchenne. Er bleven echter voortdurend spanningen binnen Tibet. Daarbij werd een rol gespeeld door Sönam Dargye, de vader van de zevende dalai lama. Kanchenne werd in 1727 vermoord als gevolg van een poging tot staatsgreep door de overige ministers.
Hierop volgde een bloedige burgeroorlog om de macht in Tibet van 1727 tot 1728.

### Pholhanas 1728-1750
De enige minister die niet rechtstreeks bij de poging was betrokken, Pholhanas, wist echter een leger op de been te brengen en nog voor een nieuw Chinees leger in Lhasa arriveerde de samenzweerders uit te schakelen. Met Chinese steun werd Pholhanas vervolgens de feitelijk heerser over Tibet.
Het doel van Pholhanas was om na opnieuw ruim 25 jaar van voortdurende burgeroorlog en militaire inmenging van buitenaf Tibet een langere periode van rust en stabiliteit te geven. Met steun van de Chinese keizer Yongzheng verbande hij eerst de vader van de zevende dalai lama die hij als een potentiële onruststoker zag. Daarna dwong hij de dalai lama zelf tot een retraiteperiode van zes jaar in Garten bij Litang (1728-1735).
In 1735 achtte Pholhanas zijn positie voldoende stevig om akkoord te gaan met een terugkeer van de dalai lama naar Lhasa. Pholhanas overleed in 1747 na een periode van 20 jaar rust en stabiliteit in Tibet.
Pholhanans wordt als desi opgevolgd door zijn zoon Gyurme Namgyal. Het was zijn politieke doelstelling een eind te maken aan het Chinese gezag in Tibet. Hij maakte voorbereidingen om 1500 man van het Tibetaanse leger uit Kongpo met 49 ladingen munitie naar Lhasa te laten komen en te stationeren. Tegelijkertijd knoopte hij weer nauwe betrekkingen aan met de Dzjoengaren die hij opriep over Ladakh op te trekken naar Tibet.
De keizer van dat moment, Qianlong (1711–1799) had het Chinese garnizoen in Lhasa tot slechts honderd man gereduceerd. De keizer nam ook de dringende berichten van de beide ambans over de houding van Gyurme Namgyal niet serieus genoeg en liet weten dat de ambans maar naar eigen bewind van zaken moeten handelen. De ambans zagen in die situatie geen andere oplossing dan Gyurme Namgyal in 1750 te vermoorden. In de volkswoede die hierop volgde werden de beide ambans en een deel van de Chinese gemeenschap in Lhasa gelyncht.

### Periode 1750-1875
Een nieuw Chinees leger heroverde Lhasa. Qianlong besloot tot een hervorming van het bestuur over Tibet. Formeel kwam nu aan het hoofd van de Tibetaanse regering de dalai lama te staan die het gebied tezamen met de Chinese ambans diende te besturen.
Het ambt van desi in de betekenis die het hiervoor had gehad werd afgeschaft. In deze laatste periode van Kelsang Gyatso werd het instituut van de Kashag opgericht, een seculiere regeringsinstantie onder de dalai lama die tot 1959 in het land bleef bestaan en die in Tibetaans ballingschap gecontinueerd is.
Vanaf deze periode verschoof de betekenis van het woord desi in de Tibetaanse context. Het verkreeg pas vanaf deze periode een betekenis van regent bij afwezigheid of gedurende de minderjarigheid van een dalai lama. Alle regenten hiervoor waren leek en afkomstig uit de adel in Tibet. Met uitzondering van de periode tussen 1862- 1864 waren tot aan 1950 alle erop volgende regenten gereïncarneerde lama's, ofwel tulku's. De regenten waren ook vrijwel altijd afkomstig uit een van de Colleges van de grote Tibetaanse kloosters nabij Lhasa en dat had herhaaldelijk loyaliteitsconflicten met andere Colleges en kloosters tot gevolg.
De volgende regent trad pas op tijdens de minderjarigheid van de achtste dalai lama Jampäl Gyatso. Het was de zesde demo rinpoche Jampäl Geleg Gyatso, regent van 1757-1777. Jampel Gyatso had echter nauwelijks interesse in het uitoefenen van de verantwoordelijkheden die bij zijn functie hoorden. Hij trok zich bij herhaling terug voor langdurige retraites. De langste daarvan ving vrijwel onmiddellijk aan na zijn installatie. Gedurende die periode van 10 jaar was de eerste Tsemönling rinpoche van 1777-1786 de regent.

### Tijdens de negende tot en met twaalfde dalai lama
De negende tot en met twaalfde dalai lama overleden allen onder verdachte omstandigheden op jeugdige leeftijd. Het gevolg was dat de feitelijke macht in Tibet ook tijdens die periode opnieuw bij de regent lag.
De achtste Tatsag rinpoche was de regent van 1791 tot 1811.
De zevende Demo rinpoche, Ngawang Lobsang Thubten Jigme Gyatso was de regent van 1811-1818
De tweede Tsemönling rinpoche, Ngawang Jampäl Tsültrim Gyatso was regent van 1819-1844
De derde Reting rinpoche, Ngawang Yeshe Tsültrim Gyatso was regent van 1845-1862.
De grootste tegenstander van de regent in die periode was de aristocraat Wangchug Gyalpo Shatra.De laatste was de bevelhebber van het Tibetaans leger tijdens de Tibetaans-Nepalese Oorlog van 1855 en 1856. Hij was tevens de leider van de Tibetaanse delegatie tijdens de onderhandelingen, die leidden tot het verdrag van Thapatali. In 1857 werd Shatra verbannen naar zijn landgoed. De regent zond een legercommandant naar het landgoed met de opdracht Shatra te doden. De commandant pretendeerde de opdracht niet begrepen te hebben en liet Shatra ontkomen. Shatra dook onder in een klooster en leefde enkele jaren als een monnik.
In 1862 krijgt Shatra echter zijn revanche. Monniken in Tibetaanse kloosters moesten voor het grootste deel in hun eigen levensonderhoud voorzien. Monniken die dagelijks meerdere gebedsdiensten bijwoonden konden een deel van de giften van gelovigen gebruiken om die kosten te dekken. Ngawang Yeshe Tsültrim Gyatso is van mening dat de monniken in een aantal grote gelugkloosters misbruik maken van die mogelijkheid en probeert regelgeving te introduceren, waarbij dat aan een maximum wordt gebonden. Het zijn met name de monniken van de kloosters Drepung en Ganden die hier tegen massaal protesteren. De Chinese ambans houden zich neutraal. Shatra stelt zich geheel achter de actie van die monniken en weet zijn machtsbasis aanzienlijk uit te breiden. De regent krijgt enige steun van monniken uit het klooster Sera, een traditioneel machtscentrum van de Reting Lama's. Dat is echter op den duur onvoldoende. Zijn positie wordt onhoudbaar en hij vlucht naar China en neemt het zegel van de regering van Tibet mee.
De hiërarchie van de gelug benoemt daarop de vijfjarige dalai lama Trinley Gyatso tot hoofd van de regering. Shatra was op dat moment duidelijk de machtigste persoon in Tibet. De benoeming van de 5-jarige dalai lama was dan ook een tijdelijke maatregel om de regel te ontlopen dat alleen een tulku regent zou kunnen zijn. Enige weken later publiceert de gelughiërarchie een verklaring dat de dalai lama "nog te kort in zijn huidige lichaam aanwezig is om alle verantwoordelijkheden uit te voeren en het daarom noodzakelijk is een hoofd van de regering te benoemen". Shastra wordt hierna benoemd tot regent.
Van 1862 - 1864 was Wangchuk Gyalpo Shatra dan de regent van Tibet. Hij was in die periode al haast 70 jaar, een in die tijd voor Tibet zeer aanzienlijke leeftijd. Hij is de eerste en laatste van de regenten van Tibet in de periode 1750 - 1950 die een leek was en geen tulku.
Van 1864-1872 is Lobsang Khyenrab Wangchug de regent.

### Periode 1875-1895

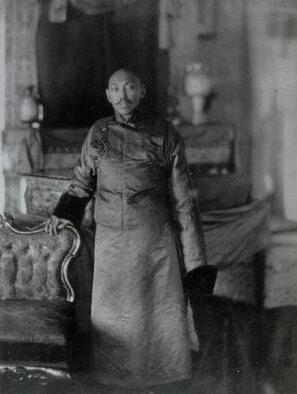
De dertiende dalai lama

Aan het eind van de 19e eeuw was de eerste regent tijdens de minderjarigheid van de dertiende dalai lama Thubten Gyatso Tatsag Ngawang Pälden, de tiende Tatsag rinpoche (regent van 1875 tot 1886).
Daarna volgde de negende demo rinpoche, Lobsang Trinley hem op die regent was tot de meerderjarigheid van de dalai lama in 1895.
Tijdens zijn regentschap had zijn broer, de premier, nogal wat vijanden gemaakt. Vrijwel onmiddellijk nadat Lozang Trinley de macht had overgedragen aan de dertiende dalai lama zou hij daarom geprobeerd hebben de oorspronkelijke situatie te herstellen. Hij schonk een paar fraaie laarzen aan Sogya, een vertrouweling van de dalai lama en een tulku aan wie buitengewoon sterke spirituele krachten wordt toegeschreven. In de zool van een van de laarzen is op een papiertje een zwarte mantra, een soort doodsverwensing aan de dalai lama, genaaid. Met de grote spirituele energie van Sogya zou de kracht van deze vorm van zwarte magie versterkt worden, wat op die wijze een eind zou maken aan het leven van de dalai lama. Dit werd echter ontdekt.
Tijdens het huisarrest van Lozang Trinley werd hij ondergedompeld in een kopervat en verdronken. De regering van historisch Tibet deelde mee dat in de toekomst geen reïncarnatie zou worden geaccepteerd.
Ongeveer 10 jaar later menen echter aanhangers van de demo rinpoche toch een nieuwe reïncarnatie ontdekt te hebben in een neef van de dalai lama, Tenzin Gyatso, die daarop het verbod tot reïncarnatie ophief.
Sinds de vlucht van de dertiende dalai lama op 25 juli 1904 tijdens de Britse Veldtocht in Tibet werd 86e Ganden tripa, Lobsang Gyaltsen, tot zijn terugkeer op 25 december 1909 benoemd tot regent van Tibet.

## Periode 1933-1950
Na de dood van de dertiende dalai lama in 1933 ontstond er een machtsstrijd om de invulling van de plaats van de te benoemen regent. Voor het eerst sinds 1777 waren er ditmaal ook kandidaten die leek waren. De meest waarschijnlijke kandidaat Thubten Kunphela werd echter door tegenstanders beschuldig van moord op de dalai lama. Die beschuldiging kon niet hard gemaakt worden, maar hij werd desalniettemin verbannen. Een andere mogelijke lekenkandidaat uit de adel in Tibet, Lungshar, overspeelde zijn hand en werd ook uitgeschakeld. Uiteindelijk besloot de Nationale Assemblee onder druk van met name de abten van de Colleges van de grote Tibetaanse kloosterorganisaties rond Lhasa dat er opnieuw een tulku regent diende te worden.

### Jampäl Yeshe Gyaltsen

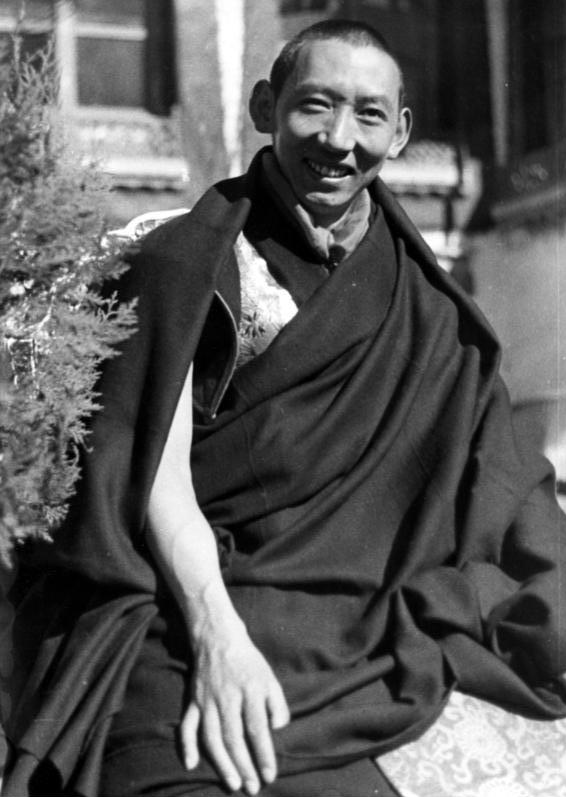
Jampäl Yeshe Gyaltsen

Er waren twee kandidaten voor het regentschap. Door een divinatieprocedure werd de op dat moment 24 jaar oude vijfde Reting Rinpoche, Jampäl Yeshe Gyaltsen, geselecteerd.

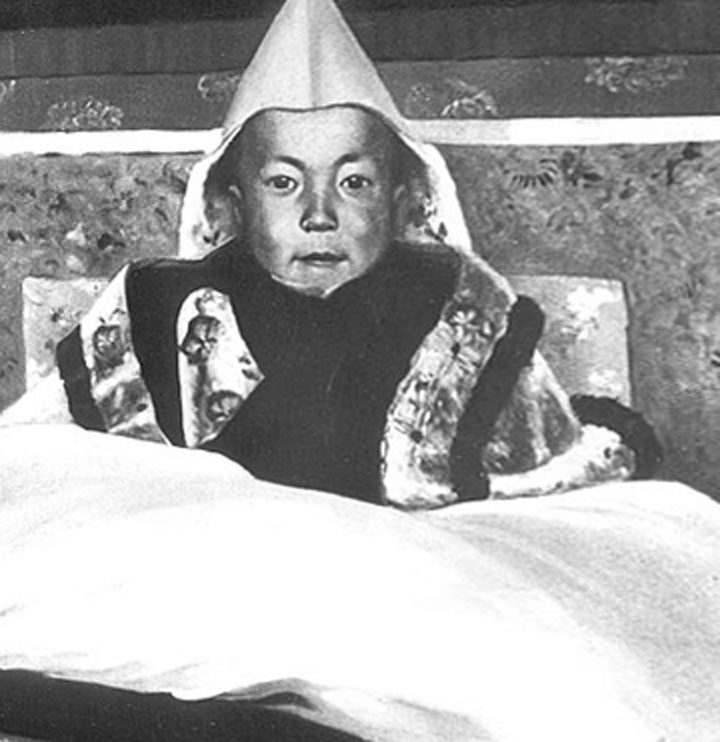
De jonge veertiende dalai lama

Op basis van aanwijzingen in een door hem ontvangen visioen vond een zoekgroep in 1938 de nieuwe reïncarnatie, Tenzin Gyatso. Daarmee voldeed de Reting Rinpoche aan een van de belangrijkste opdrachten van een regent, namelijk het organiseren van de opvolging van de dalai lama.
Zijn hierdoor versterkte machtpositie gebruikte de Reting Rinpoche nu voor het vestigen van een notoir corrupt bewind. Hij liet zich uit de staatskas vorstelijk belonen voor zijn aandeel in het vinden van de nieuwe dalai lama. Hij richtte een eigen handelsfirma op, dat belangrijke monopolies in de handel met India en China verwierf.
Oppositie tegen zijn bewind schakelde hij op meedogenloze wijze uit.
In 1941 doemde er echter een probleem voor hem op. De nieuwe dalai lama diende zijn inwijding tot monnik af te leggen. Traditioneel wordt die belofte aangenomen door of de pänchen lama of de regent. Bij gebrek aan een erkende pänchen lama was de regent de enige aangewezen persoon. Onderdeel van die inwijding was het afleggen van een celibaatsbelofte. In de gelugtraditie moet die belofte aangenomen worden door een persoon die zelf ook in het celibaat leeft. De monniken en met name de hoge reïncarnaties van de gelug worden allen geacht in het celibaat te leven. In de praktijk werden echter enige homoseksuele handelingen wel oogluikend getolereerd. De Reting Rinpoche had echter een openlijk biseksuele levenswandel. Zijn openlijke verhoudingen met - ook gehuwde - vrouwen bleek nu een brug te ver om de inwijding te leiden. De Reting Rinpoche werd gedwongen tot het neerleggen van zijn regentschap.

### Tagdrag Rinpoche
Reting Rinpoche Jampäl Yeshe Gyaltsen selecteerde zelf zijn opvolger, de veel oudere tweede Tagdrag Rinpoche, die ook werd bevestigd door de Nationale Assemblee. De Tagdrag Rinpoche nam de monniksinwijding in 1942 in ontvangst.
In de perceptie van de Reting Rinpoche was er een afspraak tussen hem en Taktra, dat de laatste na enige jaren weer zou aftreden als regent en hij weer het regentschap op zich zou kunnen nemen. Taktra bleek daar anders over te denken. Vanaf ca. 1944 probeerde de Reting Rinpoche daarom de positie van Taktra te ondermijnen.
Taktra reageerde hierop door zo veel mogelijk aanhangers van de Reting Rinpoche te vervolgen. In 1941 had Tagdrag Rinpoche de naam van een gerespecteerd tulku met hoge persoonlijke morele normen. Tijdens zijn regentschap verviel hij echter ook in talloze corrupte praktijken. Een bekend volksliedje uit Lhasa van die tijd had hierover het volgende refrein:
Taktra kwam op de troon,
Als verdediger van de juiste wetten.
Maar net als de beloften van een non
Waren die snel vergeten.— Volksliedje uit Lhasa
In 1947 organiseerde de Reting Rinpoche een poging tot een staatsgreep met een moordaanslag op Tagdrag Rinpoche. Beide werden verijdeld. De Reting Rinpoche werd gevangengenomen en in de gevangenis om het leven gebracht.
Tagdrag Rinpoche was daarna tot 1950 de laatste regent van historisch Tibet, toen Tenzin Gyatso formeel als de veertiende dalai lama werd geïnstalleerd.